# Estadio Juan Alberto García
El estadio "Juan Alberto García" también conocido como "El Gigante de la Avenida", es un estadio perteneciente al Club Atlético Chaco For Ever y se ubica en la avenida 9 de julio 2222 en la ciudad de Resistencia, capital de la provincia de Chaco, Argentina.
Es junto al estadio Centenario del Club Atlético Sarmiento, uno de los estadios más importantes de la Provincia, "El Gigante de la Avenida" albergó partidos  de Primera División y Segunda División del fútbol Argentino cuando For Ever se encontraba en la máxima categoría, recibiendo a equipos como River Plate, Boca Juniors, Independiente, Racing Club, San Lorenzo, Vélez, entre otros. Además Diego Maradona jugó en el estadio cuando el nacido en Villa Florito se encontraba en Argentinos Juniors.
No solo albergó partidos de fútbol, sino también recitales de diferentes bandas y artistas como Soda Stereo, La Renga, Chayanne, Fidel Nadal, Joaquín Levinton, entre otros.

## Historia
La primera cancha que tuvo el "albinegro" se encontraba en lo que hoy es la plaza España. Cuando se compró el terreno estaba antiguamente una laguna muy conocida: La laguna Argüello. 
En la década del 50 tuvo lugar la ceremonia correspondiente a la piedra fundamental (ya en el territorio de la 9 de Julio). En aquella ceremonia estuvieron presentes personas de renombre para el ámbito local como Marcos Goicoechea, Luis de las Casas y Raúl Binaghi entre otros. Además fue enterrando en un pozo muy profundo (hoy abría que romper la sede para llegar ahí) un cofre con una bandera y un pergamino firmado por los presentes.
El primer partido en el estadio de la 9 de julio de 2222 fue un 25 de mayo de 1960 donde Chaco For Ever se enfrentó a Cerro Porteño, el puntapié inicial lo dio Lotero su primer presidente. Tras años de esfuerzo y sacrificio el hombre que la parcialidad albinegra nunca olvidará, el sábado 18 de octubre de 1986 se inauguró el nuevo estadio de For Ever con un marco de público impresionante desde horas tempranas comenzaron las actividades con la exhibición de las distintas disciplinas que se practicaban en la institución, además contó con la presencia de autoridades provinciales, el presidente de la afa, el secretario de deportes de la nación, entre tantas personalidades, una suelta de globos le dio color al evento para luego disputarse el cotejo correspondiente a la 16.ª fecha del Nacional "B" que terminaría en victoria forevista ante Concepción de Tucumán. Reemplazando estadio de madera que albergaba a casi 15 000 personas (erigiéndose como el más grande de la zona), en uno más grande y lo más importante con tribunas de cemento. Juan Alberto García, empresario y dirigente futbolista, con el apoyo de empresarios e hinchas, logró el sueño que todos anhelaban, el estadio de cemento. De allí el mismo hoy en día lleva su nombre. https://www.entretiempo.info/vista/fotos/14926-1908.jpg
En meses de trabajo se pasó de la madera al cemento y el "Gigante" tomó fuerza para siempre. Los hinchas también aportaron lo suyo, donde hacia fines de 1956 por obra e idea de Juan Carlos Cabrera se comienza la "campaña de los 100.000 ladrillos" para construir el muro perimetral. La construcción del muro se inició el 11 de diciembre de 1956 y finalizó el 14 de abril de 1957 en el frente que da a la avenida 9 de julio. El siguiente 7 de mayo se iniciaron los muros laterales. Las obras costaron mucho y los esfuerzos se redoblaron para que hoy en día siga siendo uno de los estadios más grande del Norte Argentino.

## Remodelación
A mediados del mes de agosto del 2010, el por entonces Grupo de Apoyo (formado por una comisión de socios liderada por Héctor Gómez), que acompañaba al Órgano Fiduciario que manejaba al club desde su quiebra en el 2001, presentó ante Jorge Milton Capitanich, gobernador de Chaco, un proyecto prometedor que promulgaba la recuperación económica del Club Atlético Chaco For Ever y también preveía una remodelación del actual estadio. De a poco, el "negro de Chaco" comenzaba a resurgir. En el año 2011 el club pasa a manos de los socios tras levantarse la quiebra que duró 10 años de agonías y sinsabores, donde comienza una nueva etapa para la institución. Establecido Gómez como Presidente y acompañado de una comisión directiva honesta y trabajadora, el sueño del resurgimiento estaba cada vez más cerca.
Sin embargo, For Ever tuvo que esperar hasta septiembre de 2012 para oficializar los trabajo de remodelación, donde se destacaron los vestuarios nuevos tanto local como visitante y de los árbitros. Además, una platea encima de los mencionados y los palcos de prensa. Finalmente, el 24 de julio de 2013 se hizo el corte de cintas protocolares para la inauguración del Nuevo Gigante de la Avenida y coincidió con los 100 años del club más el ascenso conseguido al Torneo Argentino A después de haber luchado 13 años en la 4.ª categoría del Fútbol Argentino.
El estadio se encuentra acompañado a su alrededor por el Microestadio nuevo que se inauguró en 2019, una obra de gran magnitud, con una superficie de 2400 metros cuadrados, con capacidad para 3.350 personas y que cuenta con las medidas profesionales para la práctica de básquet, vóley y futsal.